# 반하나
반하나(1995년 1월 30일 ~ )는 대한민국의 가수다. 2014년 싱글 앨범 [그대가 나를 본다면]으로 데뷔했다.

## 방송
- 언더커버 (2025) - 1라운드 탈락

## 피처링
- 이슈메이커 <빗속에서> (2017)
- 주호 <그 하루> (2022)

## 공연
- 반하나 콘서트 (2014)
- ROLLING FRIDAY LIVE (2016)
- 2018 반하나 소극장 콘서트［樂譜］(2018)
- 먼데이프로젝트 시즌2 12월 [반하나 앨범 발매 기념 크리스마스 콘서트] (2019)
- 반하나 데뷔 10주년 콘서트 (2024)

## 작곡
- 백예슬, 박수진, 서로, 김효수 <크리스마스가 찾아온 길> (2022)
- 추화정 <사랑하지 않을 거야> (2023)